# Joe Kido
Joe Kido (城戸 丈?, Kido Jō) è un personaggio immaginario delle prime due stagioni dell'anime dedicato all'universo di Digimon, Digimon Adventure e Digimon Adventure 02.
Il suo Digimon partner è Gomamon. Joe ha due fratelli più grandi di lui, Shin e Shuu. Il padre di Joe aveva pianificato che ognuno dei suoi figli divenisse un medico come lui, una tradizione che esiste in Giappone dal periodo Edo. Joe è il possessore della Digipietra della Sincerità (dell'Affidabilità in Adventure 02).
È doppiato in giapponese da Masami Kikuchi in quasi tutti i media, da Junya Ikeda in Digimon Adventure tri. e Digimon Adventure: Last Evolution Kizuna, e da Takeshi Kusao in Digimon Adventure: e in italiano da Marco Vivio in quasi tutti i media e da Leonardo Caneva in Digimon Adventure: Last Evolution Kizuna.

## Preludio aDigimon Adventure
È stato testimone del combattimento Greymon/Parrotmon ed è così divenuto un Digiprescelto.

## Digimon Adventure
Quando arriva a Digiworld per la prima volta Joe ha dodici anni e frequenta la prima media in una scuola media privata. Nonostante le sue preoccupazioni continue ed il suo essere estremamente riluttante a fare qualsiasi cosa, Joe ha un forte senso di responsabilità. In molte circostanze prova ad ergersi all'interno del gruppo come la voce della ragione e cerca, spesso senza successo, di dissuadere gli altri Digiprescelti dall'intraprendere azioni sconsiderate. È spesso ritenuto un po' tardo ed il suo atteggiamento volto sempre a ricercare la sicurezza in ogni azione più insignificante è spesso fonte di prese in giro da parte degli altri personaggi, soprattutto Gomamon, il suo Digimon partner, che ritiene che Joe debba essere più leggero su determinate questioni e guardare al lato positivo delle cose.
Tuttavia, il senso di responsabilità a volte lo porta a compiere azioni disinteressate, anche nei confronti di sé stesso, e coraggiose. La sua Digipietra della Sincerità (誠実の紋章 Seijitsu no Monshō) si attiva per la prima volta durante una battaglia con MegaSeadramon, Digimon che lui e TK incontrano sulla strada per Odaiba. Joe riesce a salvare TK dall'affogamento a sue spese: poiché è stato in grado di mettere la sicurezza di TK davanti alla propria, la sua Digipietra inizia a brillare e permette ad Ikkakumon di superdigievolvere nella sua forma al livello evoluto, Zudomon, per la prima volta e di sbarazzarsi poi di MegaSeadramon. Inoltre, poco dopo il ritorno dei Digiprescelti a Digiworld e la perdita da parte di Mimi della voglia di lottare, a causa della prematura morte di alcuni Digimon alleati molto vicini a lei, Joe decide di rimanere con lei così da non lasciarla sola ed esposta al pericolo. C'è una piccola possibilità che ci sia un interesse sentimentale tra i due, ma ciò non viene mai messo in evidenza.

### Our War Game!
Joe non partecipa attivamente alla battaglia contro Diaboromon perché impegnato in un compito in classe dei corsi estivi ai quali si è iscritto. Appare in una sola scena, in cui arriva trafelato al compito perché come al solito in ritardo, facendo cadere il suo astuccio e disseminando penne e matite ovunque. Tai, che chiama a casa di Joe per chiedergli di attivarsi, viene a sapere dalla sua famiglia della cosa, rimane stupito ed esclama "Chi lo capisce è bravo!".
Nel maggio 2000, Joe arriva a Digiworld e rilascia il potere della sua Digipietra per liberare i Digimon Supremi. Conseguenza di ciò è l'impossibilità da parte di Gomamon di divenire Zudomon.

## Digimon Adventure 02
L'impegno profuso nello studio ripaga Joe, che ora è studente in una scuola superiore privata. Successivamente è impegnato a studiare per degli esami, aiutando gli altri Digiprescelti nel tempo libero che riesce a ritagliarsi. Il suo aiuto è importante nell'episodio "Prigionieri negli abissi", in cui lui e Ikkakumon, chiamati in aiuto da Cody, aiutano i nuovi Digiprescelti a fuggire da una base petrolifera sottomarina dove erano rimasti intrappolati. Joe dà anche un fondamentale aiuto psicologico a Cody, in lacrime per aver mentito a suo nonno, dicendogli che esistono anche bugie a fin di bene, che dette una volta ogni tanto non fanno male. Joe fa notare al ragazzo che la sua bugia ha salvato nove vite e Cody si rincuora, prendendo il Digiuovo dell'Affidabilità che aveva precedentemente rifiutato, non sentendosi all'altezza di prenderlo.
Si viene successivamente a sapere che uno dei fratelli maggiori di Joe, Shuu, è uno studioso di folklore giapponese con il Professor Takenouchi, il padre di Sora.

## Digimon Adventure tri.
Tre anni dopo la sconfitta di Malomyotismon Joe frequenta l'ultimo anno di liceo. Costantemente impegnato a dare il meglio di sé negli studi in vista dell'ingresso all'università, peraltro con scarsi risultati, in un primo momento decide di chiamarsi fuori dalla crisi che investe Tokyo in seguito alla ricomparsa dei digimon, tanto da non essere presente né alla crisi di Haneda né alla comparsa di Alphamon. In occasione di un incontro con gli altri prescelti, inoltre, afferma di aver trovato una fidanzata, anche se i suoi compagni mostrano di non prenderlo sul serio.
Nonostante i tentativi di Gomamon e degli altri prescelti di fargli capire la necessità di combattere nuovamente tutti insieme contro la nuova minaccia, Joe, pur combattuto, continua ad ignorare i propri doveri fino a quando lui e Mimi non vengono a trovarsi di fronte all'attacco di un Imperialdramon asservito al nuovo Imperatore Digimon, durante il quale Joe riesce a far megadigievolvere per la prima volta Gomamon in Vikemon, permettendogli di sconfiggere temporaneamente il nemico.

## Epilogo
Nell'anno 2027, Joe diventa un medico per Digimon, anche se i suoi pazienti continuano a mangiare i suoi abbassalingua. Il suo secondo fratello, Shuu, sembra impegnato a studiare Digiworld insieme a Izzy e al padre di Sora. Ha un figlio, molto simile a lui, che ha un Bukamon. Sua moglie non è menzionata.

### Diaboromon Strikes Back!
All'inizio del film si vede Joe che sembra occupato ad iscriversi ad una scuola superiore di sua scelta. Successivamente, aiuta Davis e Ken a recuperare due biciclette in modo da permettergli di raggiungere il molo, dove si trovano sia i loro Digimon partner che Armageddemon.

### Michi e no Armor Shinka
In "Michi e no Armor Shinka" viene rivelata gran parte della storia di famiglia di Joe e di come ora suo padre accetti la scelta di suo figlio di continuare la loro tradizione o meno. È a causa di Joe che i D-Terminal dei ragazzi si confondono e inevitabilmente si scambiano, generando nuove Armordigievoluzioni per combattere contro Pukumon.

## Character song
Joe dispone di due image song, "Chigau Boku ga Iru" ("C'è un altro me") e "Kaze ni Mukatte" ("Affronta il vento"), ed un'altra in comune con Gomamon (Junko Takeuchi) chiamata "Sora wo Kurooru" ("Nuota per il cielo"). In Digimon Adventure Tri. ne possiede una terza, intitolata "I can't".

## Accoglienza
Secondo un sondaggio condotto da Manga Entertainment, Joe è risultato l'ottavo personaggio preferito dagli utenti, ottenendo il 4% delle preferenze.